# William of Kyme (Adliger)
William of Kyme (* um 1217; † vor November 1259) war ein englischer Adliger.
William of Kyme entstammte der Familie Kyme, einer Adelsfamilie mit umfangreichen Besitzungen in Lincolnshire und anderen Teilen Englands. Sitze der Familie waren insbesondere die Güter Sotby in Lincolnshire und Newton Kyme in Yorkshire. Er war der zweite Sohn von Philip of Kyme aus dessen Ehe mit Agnes Waley. Nach dem Tod seines Vaters 1242 erbte zunächst sein älterer Bruder Simon die Familienbesitzungen, doch nach dessen kinderlosen Tod 1248 fielen diese an William. Sein Erbe war jedoch mit erheblichen Schulden belastet. Vor 1251 schuldete er jüdischen Geldverleihern 320 Mark, und 1259 musste er das Gut von Baumber in Lincolnshire für sieben Jahre an John of Swaneborn abtreten. Weitere £ 95 schuldete er Guy de Lusignan, einem der Halbbrüder von König Heinrich III. Trotz seiner Schulden machte Kyme Schenkungen zugunsten der Klöster Nun Appleton, Louth Park, Bullington und möglicherweise noch weiteren Kirchen. Er hatte Lucy de Ros geheiratet, mit ihr hatte er einen Sohn:
- Philip Kyme, 1. Baron Kyme († 1323)

Nach seinem Tod übergab der König im November 1259 die Vormundschaft für seinen minderjährigen Sohn und Erben sowie die Verwaltung des Erbes gegen die Zahlung von £ 3000 an den Justiciar Hugh Bigod.